# Корнет (инструмент)
Корнет је лимени дувачки инструмент. Сличан је труби од које је нешто мањи и има слабији звук. Звучно је покретљив па се на њему могу изводити разне бравуре. 

## Историја
Корнет је настао од постхорна, применом ротационих вентила на њега 1820-их у Француској. Међутим, до 1830-их, париски произвођачи су користили клипне вентиле. Корнети су се први пут појавили као засебни инструментални делови у француским композицијама из 19. века.
Овај инструмент није могао бити развијен без побољшања клипних вентила од стране шлеских хорниста Фридриха Блумела и Хајнриха Штолцела, почетком 19. века. Ова два произвођача инструмената су скоро истовремено измислила вентиле, мада је вероватно да је Блумел био проналазач, док је Штолцел развио практичан инструмент. Заједнички им је одобрен патент на период од десет година. Франсоа Перине је 1838. године добио патент за побољшани вентил, који је постао модел за модерне клипне вентиле за месингане инструменте. Први запажени виртуоз био је Жан-Баптист Арбан, који је опширно проучавао корнет и објавио дело  La grande méthode complète de cornet à piston et de saxhorn, што се обично назива Арбанов метод, 1864. године. Све до почетка 20. века, труба и корнет су постојали у музичким саставима; симфонијски репертоар често укључује одвојене делове за трубу и корнет. Како је неколико произвођача инструмената побољшало оба инструмента, они су почели да изгледају и звуче сличније. Корнет модерног доба користи се у дувачким оркестарима, концертним оркестрима и у специфичном оркестарском репертоару који захтева блажи звук.
Назив „корнет” потиче од француског corne, што значи „рог”, а сама реч је изведена од латинског cornu. Иако нису музички повезани, инструменти из породице Цинк (која укључује серпенте) се на модерном енглеском називају „cornetto“ или „cornett“, како би се разликовали од корнета са вентилима који је овде описан. У 11. издању Енциклопедије Британике серпенти су се помињали као „стари дрвени корнети“. Римски/етрурски корну (или једноставно „рог”) је њихов језички предак. То је претходник поштанског рога, из којег је еволуирао корнет, и коришћен је као труба за сигнализацију наређења на бојном пољу.

## Релација према труби
Једна релативно ретка варијанта — која се разликује од корнета „америчког омота“ — је „дугачки корнет“, који су средином 20. века произвела предузећа C. G. Conn и F. E. Olds и визуелно се готово не разликује од трубе, осим да има пријемник направљен за прихватање корнетског усника.

### Ехо корнет
Ехо корнет се сматра застарелом варијантом. Има комору за утишавање (или ехо комору) монтирану са стране, која делује као друго звоно када се притисне четврти вентил. Друго звоно има звук сличан звуку немог хармона и обично се користи за свирање ехо фраза, након чега свирач имитира звук примарног звона користећи ехо комору.

## Ансамбли са корнетима

### Џез ансамбл
Пионир џеза Бади Болден је свирао корнет, а Луис Армстронг је почео на овом инструменту, али се његов прелазак на трубу често приписује почетку доминације трубе у џезу.

### Симфонијски оркестар
Убрзо након изума, корнет је уведен у симфонијски оркестар, као допуна трубама. Употреба вентила је значила да су могли да свирају пуну хроматску лествицу за разлику од труба, које су још увек биле ограничене на хармонијску серију. Поред тога, утврђено је да њихов тон уједињује секције хорне и трубе. Хектор Берлиоз је био први значајан композитор који их је користио на овај начин, а његова оркестарска дела често користе парове трубе и корнета, при чему последњи свирају више мелодијских линија. У својој Фантастичкој симфонији (1830) додао је контрамелодију за соло корнет у другом ставу (Un Bal).
Корнети су наставили да се користе, посебно у француским композицијама, много након што је труба са вентилом постала уобичајена. Добро су се мешали са другим инструментима и сматрало се да боље одговарају одређеним врстама мелодија. Чајковски их је ефикасно користио на овај начин у свом Capriccio Italien (1880).